# Catoblemma goniophora
Catoblemma goniophora är en fjärilsart som beskrevs av George Francis Hampson 1920. Catoblemma goniophora ingår i släktet Catoblemma och familjen nattflyn. Inga underarter finns listade i Catalogue of Life.